# Монастир Рьоан
Монасти́р Рьо́ан або Рьо́ан-дзі (яп. 龍安寺, МФА: [ɾʲo.an d͡ʑi], «монастир дракона, що спочиває») — буддистський монастир в Японії.  Належить секті Ріндзай.   Розташований за адресою: префектура Кіото, місто Кіото, район Укьо, квартал Ґорьо-Сімо 13. Монастирський титул — гора Великої хмари.  Заснований 1450 року. Головною святинею монастиря є будда Шак'ямуні. До цінних пам'яток належать келії (важлива культурна пам'ятка Японії), повість «Тайхокі» (важлива культурна пам'ятка Японії), сад каменів (важлива культурна пам'ятка Японії).
 Входить до Світової спадщини ЮНЕСКО.